# Cancer de la peau
 Mise en garde médicale
Les cancers de la peau ou cancers cutanés, sont des tumeurs malignes d'histologie variée, développées aux dépens des cellules de la peau.
On distingue principalement :
- les épithéliomes, dérivant du tissu épithélial, eux-mêmes composés de deux grands groupes de carcinomes : le carcinome basocellulaire et le carcinome spinocellulaire ;
- les mélanomes, développés à partir des cellules næviques, qui peuvent résulter de la transformation d'un nævus ou se développer de novo ;
- et les sarcomes, développés à partir du tissu conjonctif.

Certaines lésions sont précancéreuses ou sont des cancers superficiels comme la maladie de Paget, ou la maladie de Bowen. Enfin, les hémopathies malignes peuvent proliférer dans le tissu cutané, comme la maladie de Kaposi ou les leucémies aiguës.
En France, le syndicat national des dermatologues-vénérologues a mis sur pied en 2015 chaque 28 mai une journée nationale de prévention et de dépistage gratuit des cancers de la peau.
En 2015, cette seule journée a permis de dépister 2 650 cancers.  Depuis 2017, cette journée s'est muée en une « semaine de prévention et de dépistage des cancers de la peau »

## Incidence et prévention
Le mélanome cutané a vu son incidence et son niveau de la mortalité augmentés sur la période 1980-2012. L'augmentation du nombre de cas est de 2,9 % par an en moyenne chez l’homme et de 1,7 % chez la femme. 15 404 personnes diagnostiquées et 1 783 décès ont été relevés en 2017.
L’adoption d'habitudes de prévention telles que le dépistage et la protection contre les UV permettent de réduire les risques. 
Il y a une association significative entre un apport alimentaire élevé en folate, la consommation d'alcool et un risque accru de carcinome basocellulaire, tandis que la consommation de caféine est associée à un risque plus faible. Les caroténoïdes se sont également avérés bénéfiques pour réduire le risque de carcinome spinocellulaire. 
Aucune association n'a été trouvée entre l'apport de graisses, de rétinol, de vitamine E, de vitamine D et de sélénium et le risque de cancer de la peau autre que le mélanome, l'acide folique, la caféine, l'alcool et le risque de carcinome spinocellulaire, et l'apport de caroténoïdes et le risque de carcinome basocellulaire.

### Couleur de la peau
Les personnes à la peau blanche représentent la majorité des cas de cancer de la peau aux États-Unis. Cela est principalement dû à la présence accrue de mélanine dans la peau foncée. La mélanine est un pigment qui protège la peau des effets nocifs des rayons ultraviolets (UV) du Soleil, réduisant ainsi le risque de dommages cellulaires et de cancer de la peau. Bien que le risque soit plus faible chez les personnes à la peau foncée, il n'est pas nul. Les personnes à la peau foncée peuvent également développer des cancers de la peau, mais ces cas sont souvent diagnostiqués à un stade plus avancé, car ils sont moins fréquents et peuvent être moins bien surveillés.
L'incidence du mélanome présente des différences notables en fonction des origines ethniques. Chez les personnes non blanches, le taux de survie à cinq ans pour le mélanome est moins élevé comparé à celui des patients blancs. Par exemple, les patients noirs ont un taux de survie de seulement 71 %, contre 94 % pour les patients blancs. Le cancer de la peau constitue un pourcentage relativement faible de tous les cancers parmi les Asiatiques (2 à 4 %), les Hispaniques (4 à 5 %), et les Noirs (1 à 2 %). Cependant, le mélanome chez ces groupes ethniques apparaît souvent sur des zones moins exposées au Soleil, telles que les paumes, la plante des pieds, les muqueuses et les ongles, avec jusqu'à 60 à 75 % des tumeurs localisées dans ces régions. Chez les non-blancs, la partie plantaire du pied est un site courant pour les cancers de la peau, représentant 30 à 40 % des cas. En outre, le carcinome épidermoïde est le type de cancer de la peau le plus fréquemment observé chez les Noirs, tandis que les diagnostics de mélanome à un stade avancé sont plus fréquents chez les Hispaniques et les Noirs par rapport aux Blancs non hispaniques. Les personnes de couleur présentent également un pourcentage plus élevé de mélanome lentigineux acral, qui affecte les paumes, les plantes des pieds et les ongles, par rapport aux Caucasiens.
En pédiatrie, le mélanome est relativement rare, représentant environ 3 % de tous les cancers pédiatriques aux États-Unis, avec environ 300 nouveaux cas par an chez les enfants de moins de 20 ans. Le diagnostic du mélanome chez les enfants et les adolescents est souvent retardé en raison de la confusion avec des lésions pigmentées bénignes, un problème qui survient jusqu'à 40 % du temps.

## Rôle de l'exposition solaire
L'exposition solaire prolongée et sans protection est un des facteurs de risque reconnus à la plupart des cancers de la peau, que cette exposition soit naturelle ou artificielle (cabines UV),.

## Autres facteurs environnementaux et éléments d'épidémiologie
Comme pour la plupart des cancers (dont beaucoup sont également concernés par une tendance à l'augmentation du nombre de cas repérés), des prédispositions génétiques sont identifiées ou soupçonnées chez des patients ayant des antécédents familiaux,,, mais divers facteurs environnementaux (outre le rayonnement UV) semblent aussi pouvoir provoquer ou faciliter les cancers de la peau.
Dès le 1er janvier 2015, l'Australie bannit les cabines de bronzage, responsables de nombreux cancers de la peau. Cette interdiction fait suite à la mort de Clare Oliver (en) à la suite d'un abus d'UV. Ces cabines sont déjà interdites depuis 2009 au Brésil.